# Huara dolosa
Huara dolosa là một loài nhện trong họ Amphinectidae. Loài này phân bố ở New Zealand.